# Isla Bussell
La Isla Bussell (en inglés: Bussell Island) antiguamente la isla Lenoir, se encuentra situada en la desembocadura del río Little Tennessee, en el condado de Loudon, cerca de la ciudad de Lenoir, Tennessee, en Estados Unidos. La isla fue habitada por diferentes culturas nativas norteamericanas durante miles de años antes de la llegada de los primeros exploradores europeos, y es actualmente el hogar de la represa Tellico  y un área recreativa. Parte de la isla fue introducida en el Registro Nacional de Lugares Históricos por su potencial arqueológico en 1978.  Hay evidencias de nativos norteamericanos en la isla Bussell que datan del periodo Arcaico tardío (c. 3000-1000 aC).  Se cree que en la isla estuvo la capital de Coste, un cacicazgo visitado por el explorador español Hernando de Soto en 1540, y más tarde fue parte del dominio de los Cherokee. Entre 1887 y 1919, los arqueólogos realizaron excavaciones en la isla Bussell e identificaron su importancia arqueológica.